# Фил Лајнот
Филип „Фил“ Парис Лајнот (енгл. Philip Parris Lynott, IPA: ; Вест Бромвич, 20. август 1949 — Солсбери, 4. јануар 1986) је био ирски рок-певач, басиста, инструменталиста и композитор, најпознатији као члан и лидер рок-групе Тин Лизи.